# یواس‌اس هیگینز (دی‌دی‌جی-۷۶)
یواس‌اس هیگینز (دی‌دی‌جی-۷۶) (به انگلیسی: USS Higgins (DDG-76)) یک کشتی است که طول آن ۵۰۵ فوت (۱۵۴ متر) می‌باشد. این کشتی در سال ۱۹۹۷ ساخته شد.